# INVAP

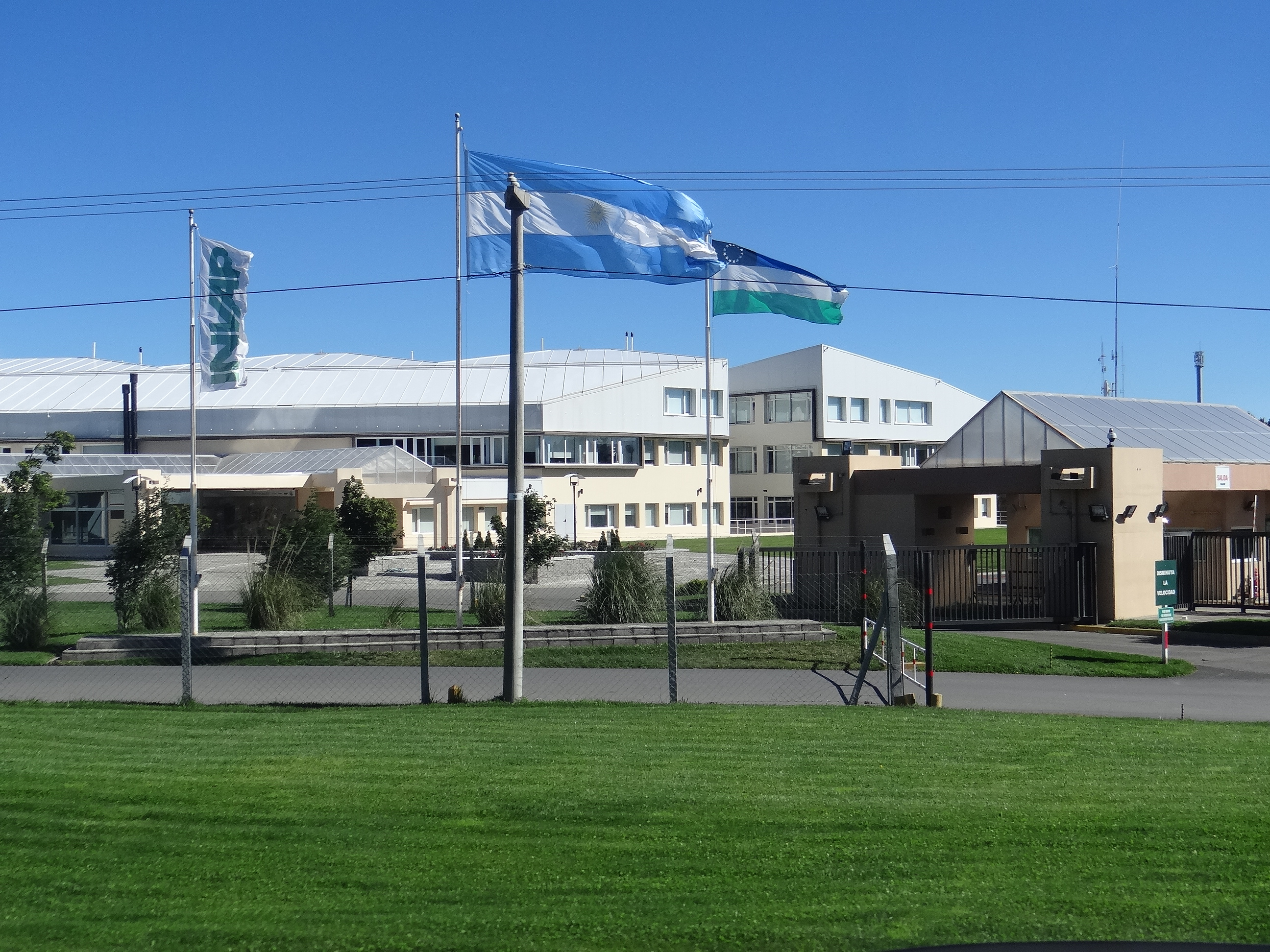
INVAP

A INVAP S.E. é uma empresa Argentina, da área de serviços de tecnologia que atua em projetos, integrações, fabricação e entrega de equipamentos, plantas e dispositivos. A companhia opera na América do Norte, Europa, Ásia, América Latina, Oriente médio e África, em projetos das áreas: nuclear, aeroespacial, química, médica, petróleo e governamental.
A INVAP foi criada em 1976, como uma extensão do laboratório de pesquisas da Comisión Nacional de Energía Atómica (CNEA). A empresa é de propriedade do Governo da República da Argentina, sediada na cidade de San Carlos de Bariloche, na Província de Río Negro. Em 2008, a companhia empregava 600 pessoas de forma direta e 700 de forma indireta.
A INVAP foi a primeira companhia latino americana certificada pela NASA para fornecer serviços de tecnologia espacial em 1991.
Ela constrói satélites, instrumentos e estações de terra, incluindo a família de satélites SAC ("Satelites de Aplicación Científica"), desenvolvida para a agência espacial Argentina, a CONAE. A INVAP foi a primeira companhia latino americana a fornecer serviços nas áreas de projeto, desenvolvimento, controle da missão e suporte operacional na área aeroespacial.

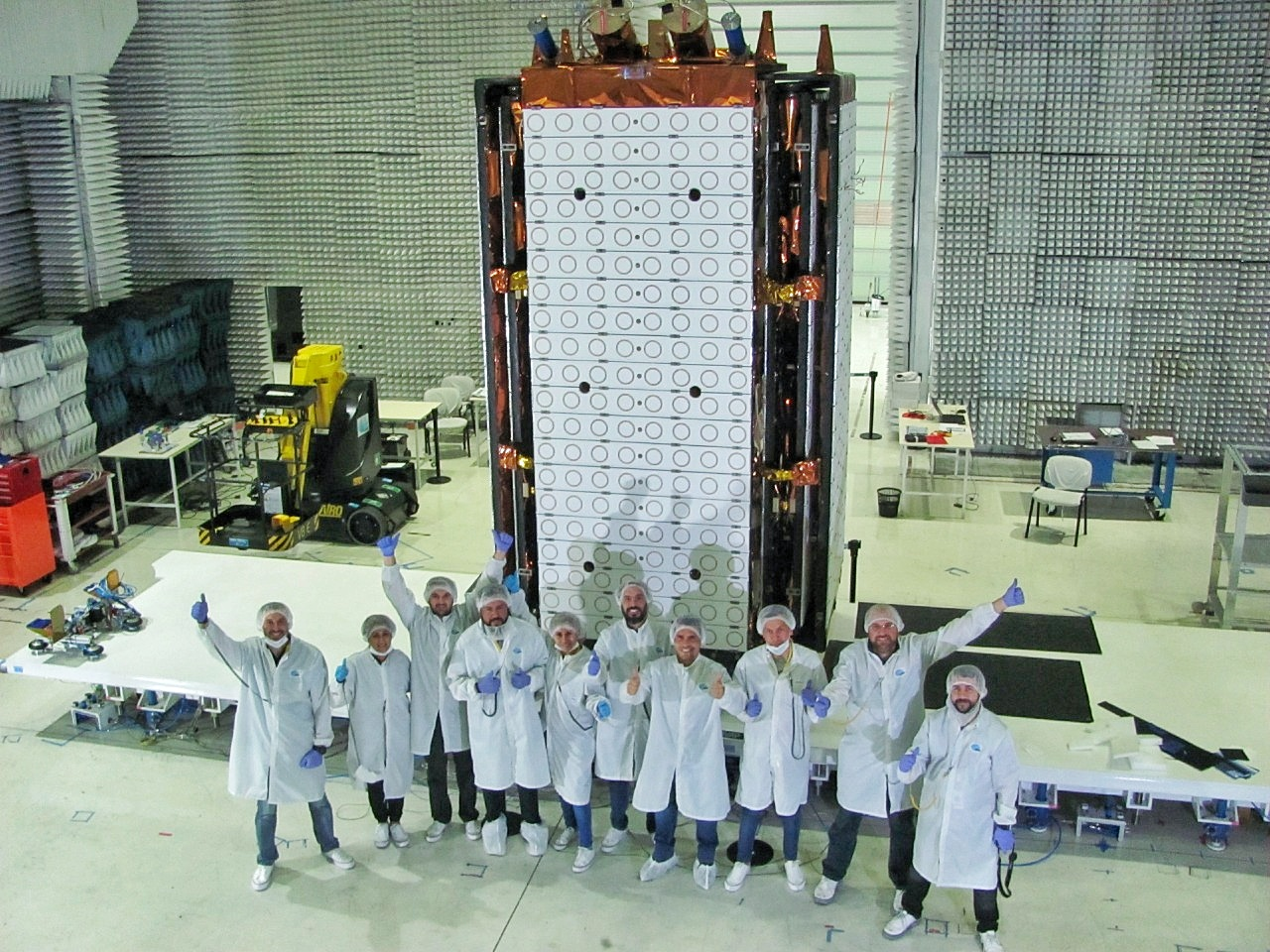
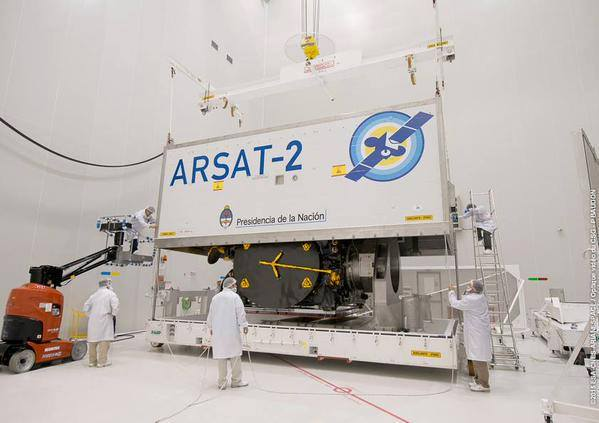
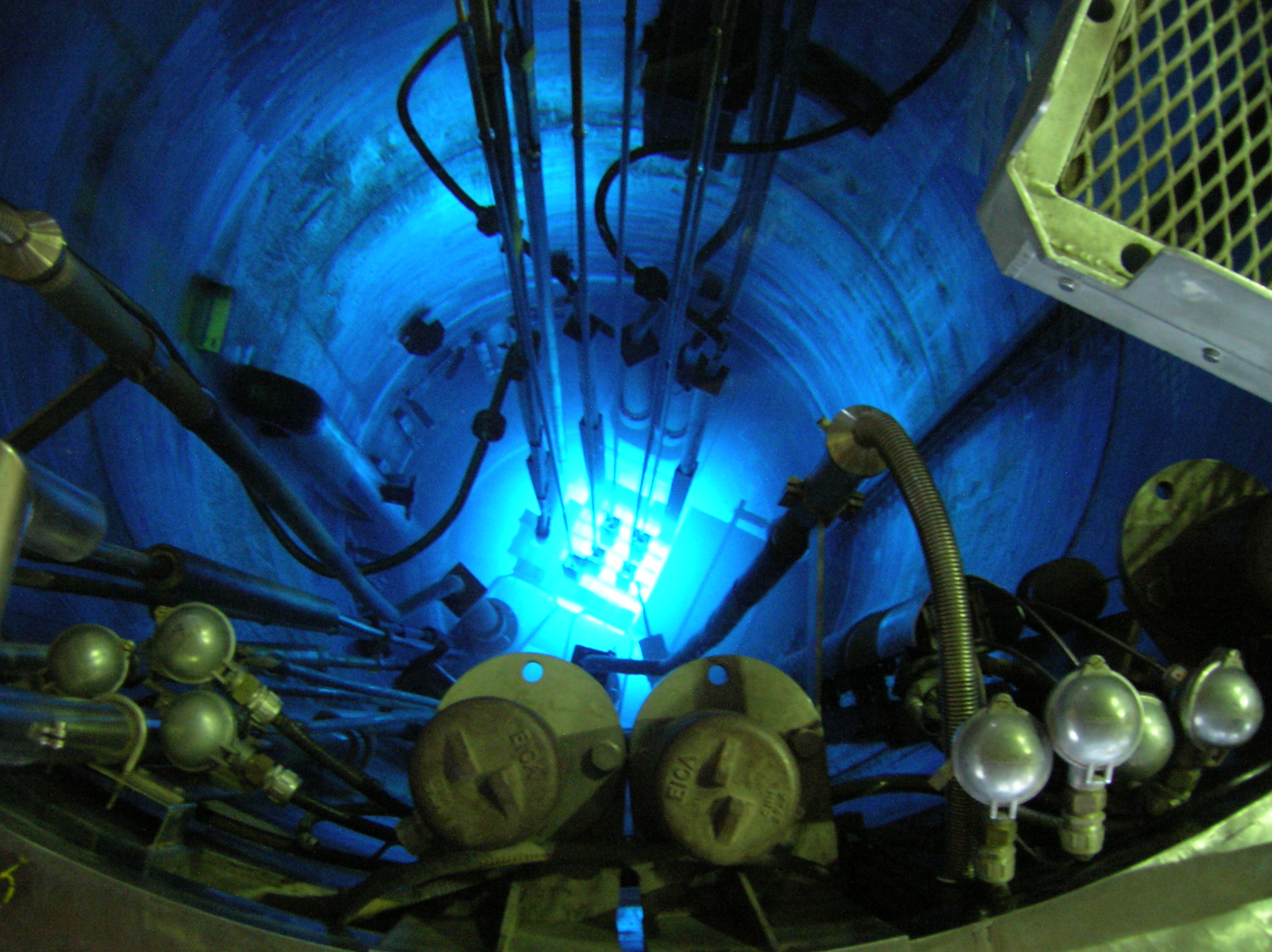
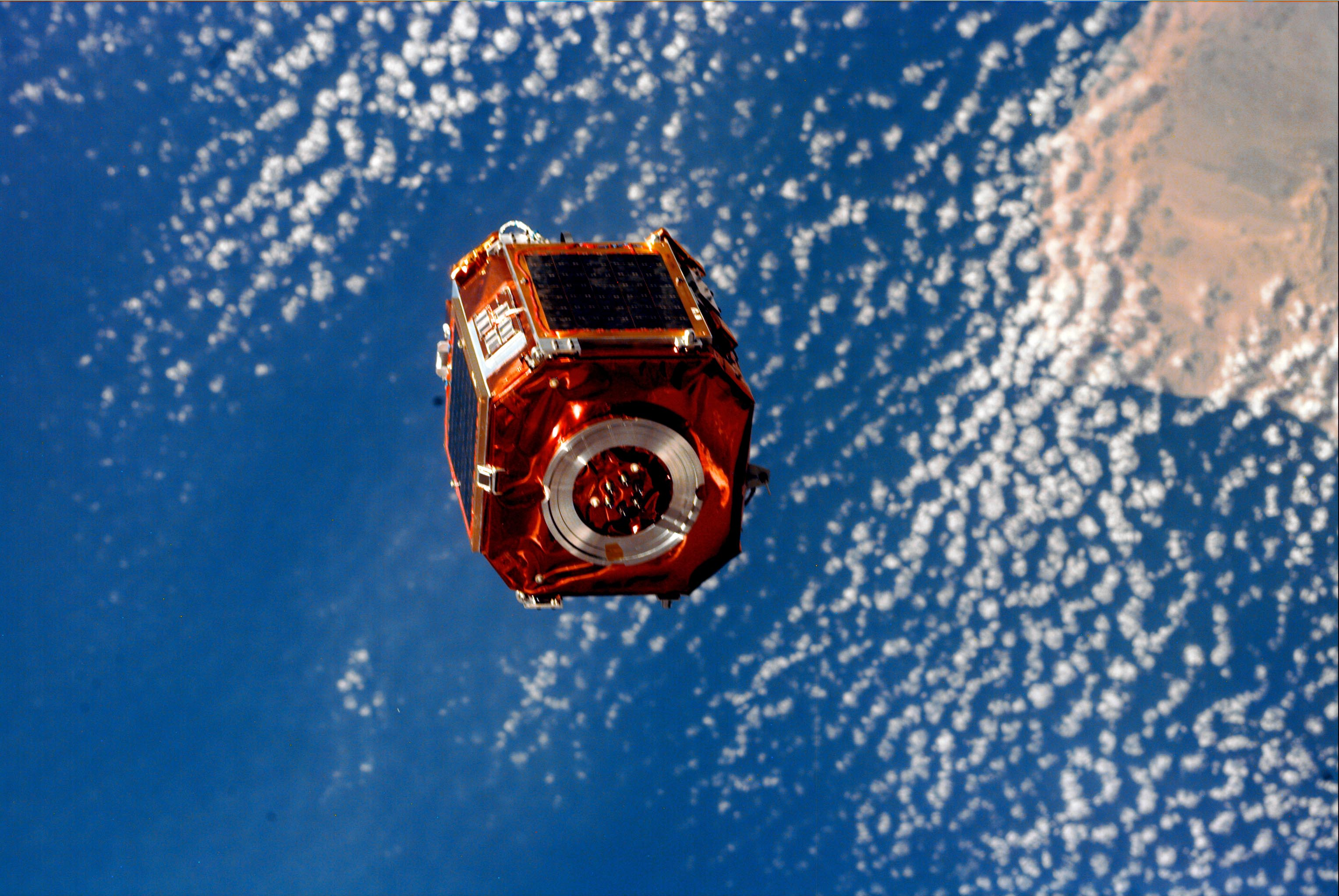
O satélite SAC-A no espaço
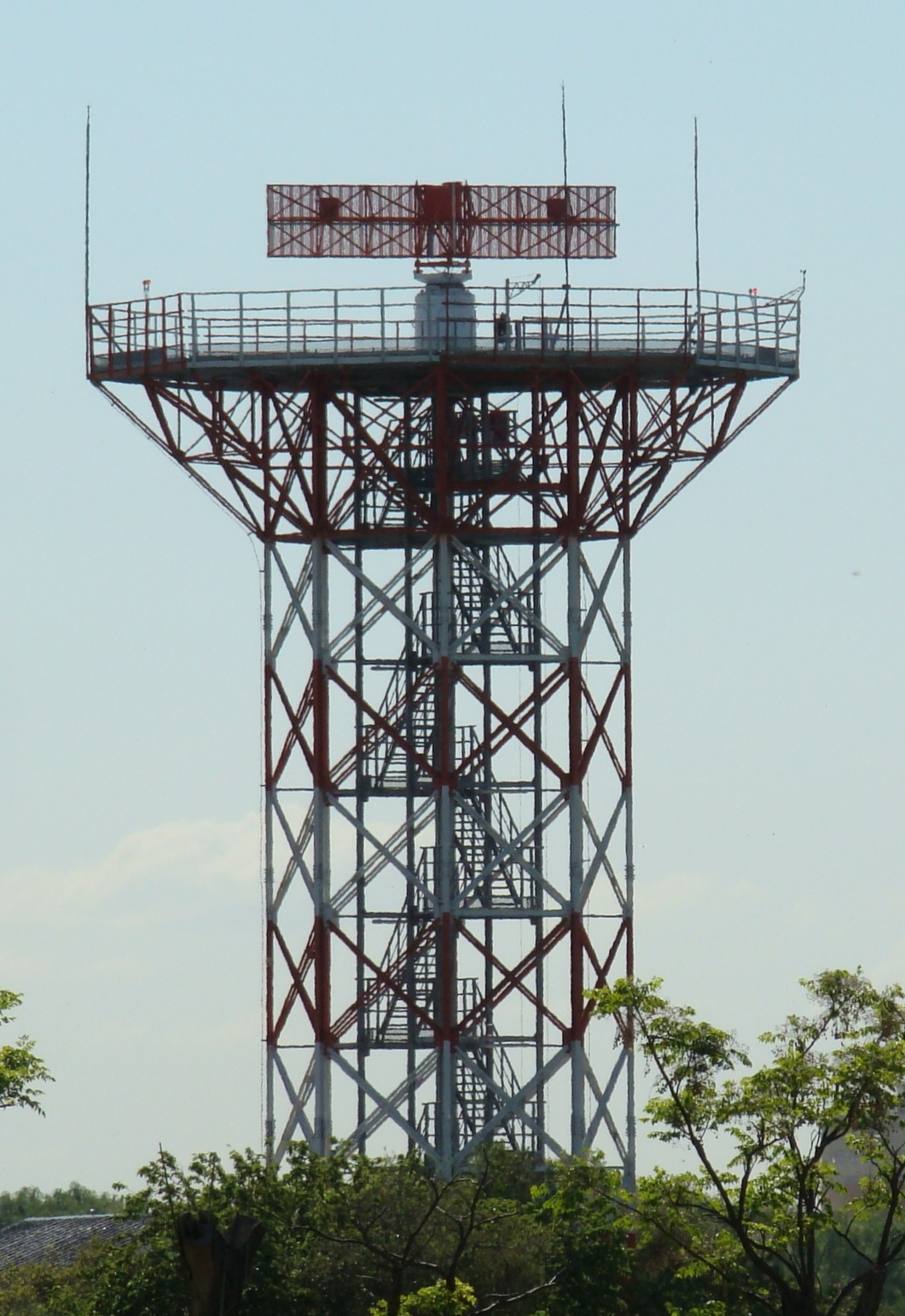